# روبنسون آر22
روبنسون آر22 (بالإنجليزية: Robinson R22)‏ هي مروحية خفيفة متعددة الاستخدام ذات شفرتين ومحرك منفرد، تصنعها شركة روبنسون للمروحيات، الطراز آر22 ذو المقعدين صمم عام 1973 من قبل فرنك روبنسون، وبدأ إنتاجها عام 1979.

## التطوير
نتيجة لرخص ثمنها وقلة تكاليف تشغيلها تعتبر روبنسون آر22 الأمثل لمدربي الطيران بالمروحية حول العالم كمروحية تدريب، وكذلك يفضلها مربوا الماشية بالمزارع الكبيرة في شمال أمريكا وأستراليا، لتدبير وإدارة مزارعهم.
القصور الذاتي في نظامها الدوار يعتبر أقل من سائر المروحيات، ومقابض التحكم فيها تعمل مباشرة بدون مساعدة هيدروليكية، مع ذلك فإن منظمومة التحكم بها تعتبر حساسها لإقل حركة لذلك ينبغي التعامل معها بحذر.
عموما من يتقن التحليق بروبنسون آر22 , لا يجد صعوبة في الأنتقال لمروحيات أكبر.
يتطلب التحليق بها التدرب على يد مدربين متخصصين في هذا النوع من الروحيات. نتيجة لخصائصها المتعلقة بقلة القصور الذاتي في نظمها الدوار والتأرجح في المحور الرئسي.
لقد أضيف ثقل على الطرف لزيادة القصور الذاتي في محورها الدوار ، لكن صغر المحور يحد من الوزن.

## سهولة النقل
نتيجة لصغر حجمها مع شفرتان متأرجحتان فقط، بالأمكان قطرها بسهولة، بخلاف الكثير من المروحيات الثقيلة متعددت الشفرات،
عملية القطر لا تتطلب الكثير من التحضيرات، مجرد وضعها على مقطورة جر، بدون نزع أي من مكوناتها، لكن يتوجب تثبيتهاجيداً.
الطيار الماهر بسهولة يستطيع الهبوط والتحليق من على سطح مقطور.

## التصميم

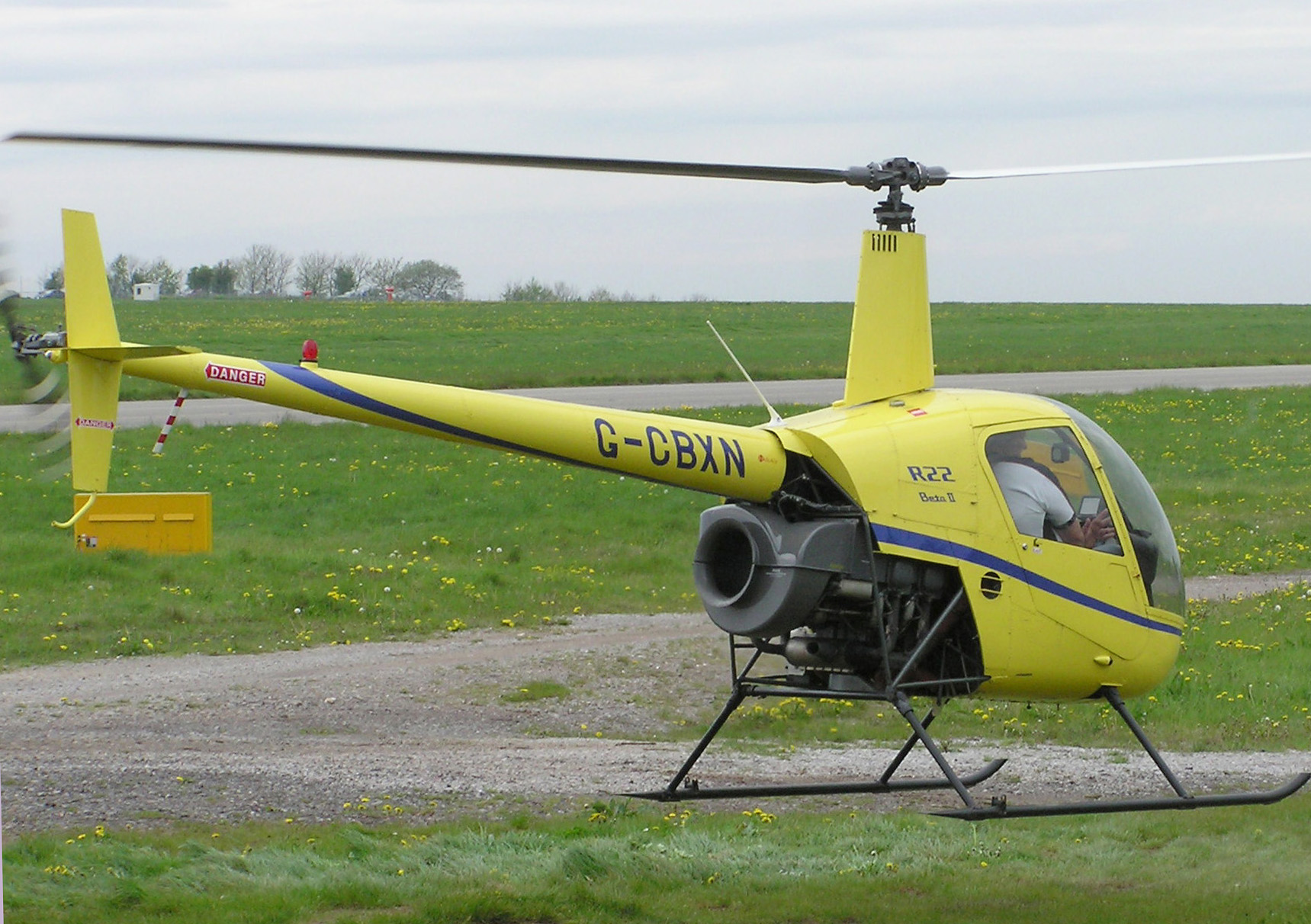
ربنسون آر22 وهي تطوف

آر22 تمتلك محرك بشفرتين مرنتين وشفرتين للذيل، الدوارالرئيسي يحتوي على مفصلين متأرجحين، ومفصلين للاستدارة، بينما شفرتا دوارالذيل تقتصران على مفاصلين للتأرجح فقط.
غالبا لطرازت المعتادة مزودة بزلاجات كقوائم للمروحية، فيما عدى النسخة البحرية فهي تأتي بأطواف بدلا من الزلاجات، اما العجلات فهو خيار مستبعد.
الهيكل مصنوع من انابيب الكروم الملحمة، اما القمرة مصنوعة من الألياف الزجاجية والالمنيوم، مع قبة امامية من الزجاج البلاستيكي، اما مخروط الذيل والموازنات الافقية والرأسية فهي مصنوعة من الالمنيوم، القمرة مغلقة ومقعدا الطيار والراكب متحاذيين.الأبواب بالإمكان ازالتهما من اجل تبريد القمرة أو من اجل رحلات التصوير الجوي أو على الاقل من اجل تخفيف 10.4 ارطال من وزن المروحية.
أول طراز هو آر22 تبعه طراز آر22 اتش بي، ثم آر22 الفا، وآر22 بيتا، وآر22 بيتا اثنان، ومما يثير الدهشة ان جميع الطرزات المذكور متشابهه لدرجة كبيرة!.
آر22 اتش بي زودت بمحرك طراز لايكومينغ (0-320-B2C), بقدرة (160 حصان) وبزايدة قدراه 10 حصان على محرك النسخة الأولى آر22.
أطيلت قوائم الهبوط الخلفية في الطراز آر22 الفا، مما جعلها تنحني إلى الامام في وضعية الهبوط على الأرض، وتناسق افاضل في التحليق على ارتفاعات منخفضة مع وجود راكبين على متنها.
نسخة بيتا زودة بمنظم سرعة (اختياري), وكذلك بمكابح قرصية وخزان وقود اضافي (اختياري), ومن ضمن التعديلات، تغيير موضع البطارية من تحت لوحة التحكم إلى غرفة المحرك، من اجل توازن أفضل، كما اعتبرت النسخة المثلى للتدريب، مع خيارا إضافة قوائم طفو كنسخة بحرية، وتعديلات من اجل استخدامها ضمن قوات الشرطة.

## طرازات
- R22

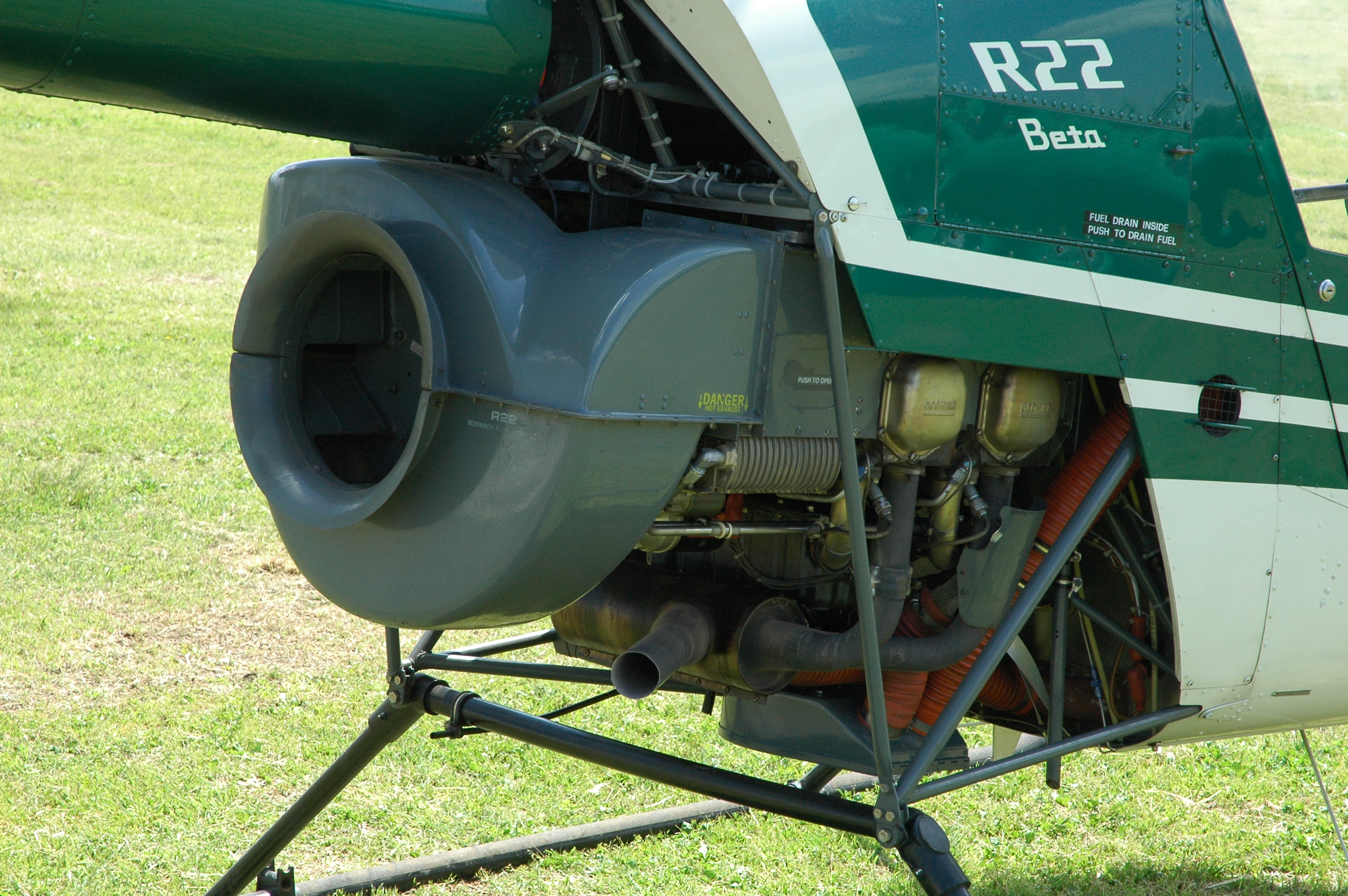
مروحية روبنسون آر22 بيتا, مزودة بمحرك لايكومينغ O-320

تصميم أولي بمحرك كباس من نوع لايكومينغ (O-320-A2B) أو (A2C)
- R22 HP

نسخة بمحرك أقوى طراز لتكومين (0-320-B2C) 
- R22 Alpha

نسخة مطورة صودق عليها عام 1993 بمحرك لايكومينغ (0-320-B2C)
- R22 Beta

نسخة بمحرك أقوى من سابقتها لايكومينغ (0-320-B2C)
- R22 Beta II

نسخة بمحرك كباس أقوى طراز لايكومينغ O-360-J2A 
- R22 Beta II Police

نسخة لقوات الشرطة مزودة بمصباح للبحث، وسماعات مكبرة.
- R22 Mariner

نسخة بحرية مزودة بقوائم طفو وعجلات، تعمل على محرك كباس طراز لايكومينغ (0-320-B2C), يقتصر عملها أثناء النهار في حال اقتصارها على قوائم الطفو فقط.
- R22 Mariner II

نسخة بحرية مزودة بقوائم طفو وعجلات، تعمل على محرك كباس طراز لايكومينغ (O-360-J2A), يقتصر عملها أثناء النهار في حال اقتصارها على قوائم الطفو فقط.
- R22 Police

نسخة لقوات الشرطة 
- R22 IFR
- Maverick UAV
- Renegade UAV

## انظر
- روبنسون آر44
- روبنسون آر66

## وصلات خارجية
- موقع شركة روبنسون للمروحيات على الإنترنت
- روبنسون بيتا اثنان اداء ومواصفات وصور
- Frank Robinson and development of the R22